# Яковлевская Гора
Яковлевская Гора — упразднённая в 1994 году деревня в Подосиновском районе Кировской области. Находится на территории современного Подосиновского городского поселения.

## География
Деревня находилась в северо-западной части региона, возле административной границы с Вологодской областью, в пределах возвышенности Северные Увалы, в подзоне средней тайги, на реке Пушма.

### Ближайшие населённые пункты
- д. Фофанцево (↑ 1.6 км)
- д. Грива (← 2.6 км)
- д. Серкино (↓ 2.6 км)
- д. Будрино (→ 2.6 км)
- д. Исадный Починок (↓ ≈3.5 км)
- д. Бушманиха (↗ 3.7 км)
- д. Старый Дор (← ≈4 км)
- д. Мергасовская (→ 4.2 км)
- д. Шадринская Гора (↗ 4.5 км)
- д. Выставка Рамешко (↗ 4.5 км)

### Климат
Климат характеризуется как умеренно континентальный, с продолжительной холодной многоснежной зимой и умеренно тёплым коротким летом. Средняя температура воздуха самого холодного месяца (января) составляет −13,6 °C; самого тёплого месяца (июля) — 17,2 °C . Годовое количество атмосферных осадков — 734 мм, из которых 365 мм выпадает в период мая по сентябрь. Снежный покров держится в течение 172 дней.

## История
Упоминается в 1‑й ревизии (1722‑27) (источник: РГАДА 350-2-3760, 1722—1727 г., листы). В деревне Яковлевской при речке Пушме (Архангелогородская губерния, Великоустюжская [Устюжская] провинция, Устюжский дистрикт,	Южская треть, Пушемская волость) проживали в 9 дворах (государственные) черносошные крестьяне, 21 душа мужского полу
.
На момент упразднения входила в состав Щёткинского сельсовета.
Упразднена Постановлением Думы Кировской области от 22.11.1994 № 7/54.

## Население
Список населённых пунктов Кировской области по данным Всесоюзной переписи населения 1989 года приводит данные по деревне: прописано 5 человек, из них	1 мужчина,	4 женщины (Источник: Итоги Всесоюзной переписи населения 1989 года по Кировской области [Текст] : сб. Т. 3. Сельские населенные пункты / Госкомстат РСФСР, Киров. обл. упр. статистики. — Киров:, 1990. — 236 с. С.159).

## Известные уроженцы, жители
В сельскую трёхклассную церковноприходскую школу из Лодейно, что находилась в четырёх верстах, ходил Иван Степанович Конев. Будущий Маршал Советского Союза, дважды Герой Советского Союза закончил начальную в 1906 году.

## Инфраструктура
В соседней деревне Лодейно находится мемориальный Дом-музей И. С. Конева.

## Транспорт
Просёлочная дорога.